# Aéroport de Smithers
L'aéroport de Smithers est un aéroport situé en Colombie-Britannique, au Canada. Il est desservi par la compagnie Air Canada Express.

## Compagnies aériennes et destinations
| Compagnies         | Destinations |
| ------------------ | ------------ |
| Air Canada Express | Vancouver    |

Édité le 02/05/2025